# Nikolaj Bobrikov
Nikolaj Ivanovitj Bobrikov (ryska Николай Иванович Бобриков), född 27 januari 1839 i Sankt Petersburg, död 17 juni 1904 i Helsingfors, var en rysk militär och politiker. 
Han var Finlands generalguvernör 1898–1904. Bobrikov utsågs till storfurstendömets generalguvernör med uppgift att stävja den finländska separatismen.

## Karriär
Bobrikov var son till en militärläkare och sonson till en präst. År 1858 blev han officer och studerade vid ryska generalstabsakademin. År 1865 befordrades han till kapten vid generalstaben och tjänstgjorde sedan en längre tid inom Sankt Petersburgs militärdistrikt. Han blev slutligen chefsadjoint vid militärdistriktsstaben och utnämndes till överste 1869. Bobrikov blev generalmajor 1878 och 1884 befordrades han till generallöjtnant. Samma år blev han stabschef vid gardestrupperna i Petersburgs militärdistrikt. År 1897 utnämndes han till general i infanteriet och utsågs 1898 till generalguvernör i Finland. I och med sin utnämning blev han även högste befälhavare över trupperna i det finska militärdistriktet och blev dessutom generaladjutant hos kejsaren. Bobrikov hade även varit ledamot av ryska riks- och krigskonseljerna.

## Generalguvernör över Finland
I sitt hälsningstal till de finska myndigheternas representanter i Helsingfors den 12 oktober 1898 förklarade Bobrikov att han ville arbeta för den nära relationen mellan "gränslandet" (Finland) och "centrum". För att nå detta skulle han senare komma att vidta åtgärder som direkt stred mot eller kullkastade Finlands författning. Han inledde åtgärderna genom att den 15 februari 1899 ge ut rikslagstiftningsmanifestet som i praktiken upphävde finska lantdagens lagstiftningsrätt och införde envälde i Finland. Tryckfriheten, som redan inskränkts genom en sträng censur, blev i praktiken en illusion eftersom generalguvernören drog in utgivningsrätten för många tidningar, antingen för alltid eller för viss tid. Yttrandefriheten blev beroende av Bobrikovs formella tillstånd och det fria ordet vid lantdagarna hotades. Enskildas yttrandefrihet beskars genom ett alltmer utvecklat spionerisystem, telegramtrafiken underkastades skärpt censur, begreppet posthemlighet kom inte att betyda någonting och förenings- och församlingsfriheten upphävdes. För att hålla en sammankomst krävdes Bobrikovs uttalade tillstånd, även om det gällde rent vetenskapliga syften.
Den som inte utförde de direktiv som Bobrikov utfärdade riskerade att bli av med sitt arbete eller att drabbas av andra sanktioner. Samtidigt fortsatte russificeringsarbetet: ryska blev ensamt det officiella språket i senaten, överdomstolarna och guvernörsämbetena. Den som inte behärskade ryska tvingades bort från senaten, domstolarna och guvernörsskapen. I läroplanen för de allmänna läroverken upptog undervisningen i ryska det största timantalet bland läroämnena. Tjänstemännens i grundlag stadgade oavsättlighet upphävdes på administrativ väg och de högsta posterna inom förvaltningen besattes med ryssar eller andra mot regimen lojala personer.
I det kejserliga reskriptet av den 9 april 1903 fick generalguvernören nästan diktatorisk makt. De som ansågs "farliga för statsordningen eller det allmänna lugnet", kunde deporteras. Polisen, som hade förstärkts med en av finska skattemedel finansierad underhållen gendarmkår och som rekryterats bland klart olämpliga personer, till och med straffade brottslingar, fick bestämma om allmänna sammankomster fick hållas eller ej. Man fick även en så gott som godtycklig makt över enskilda medborgares hemfrid och frihet. Genom passtvång lades hinder för fri rörlighet till och från utlandet och genom inskränkningar i rätten att inneha eller handla med vapen och ammunition försökte man eliminera risken för väpnat uppror.

## Mordet på Bobrikov
Den 16 juni 1904 sköt den unge nationalisten Eugen Schauman Bobrikov i Helsingfors senatshus. Schauman sköt därefter sig själv och avled omedelbart. Bobrikov tog sig först till den samlade senaten men fördes senare till sjukhus. Han opererades, enligt egen önskan av finska och inte ryska läkare, men han avled dagen därpå och jordfästes i Uspenskijkatedralen i Helsingfors. Bobrikovs stoft gravsattes på Sergijevskij-klostrets kyrkogård i Sankt Petersburg. Hela den ryska kejserliga familjen deltog. I en skrivelse omedelbart efter Bobrikovs död uttalade kejsar Nikolaj II och vid graven Sankt Petersburgs metropolit det officiella Rysslands uppfattning av Bobrikovs livsgärning. Man ansåg att Bobrikov hängivet hade arbetat för den ryska riksidén och att hans namn skulle leva i Rysslands historia.